# Shikoku

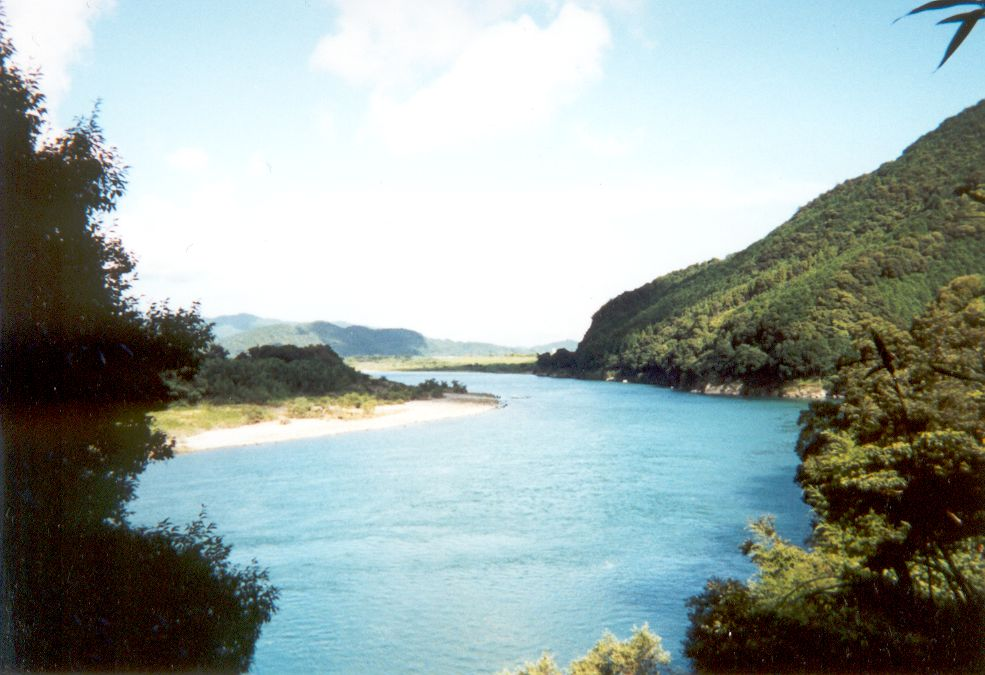
Der Fluss Shimanto

Die Insel Shikoku (jap. 四国 ‚vier Länder‘; deutsch auch Schikoku) ist die kleinste der vier Hauptinseln Japans. Sie ist 18.297,59 km² groß und hat ungefähr 4 Mio. Einwohner.
Zu der Region Shikoku (四国地方 Shikoku-chihō) gehören außerdem die umliegenden Inseln. Die Region hat eine Fläche von 18.806,36 km² und 4.086.457 Einwohner (Stand: 1. Oktober 2005). Sie ist in vier Präfekturen eingeteilt: Ehime, Kagawa, Tokushima und Kōchi.

## Etymologie
Der Name vier Länder für die Insel stammt daher, dass sie schon seit der Zeit der Provinzen aus vier Provinzen bestand, nämlich Iyo, Sanuki, Awa und Tosa. Die Grenzen dieser alten Provinzen entsprechen denen der heutigen Präfekturen.
Im Kojiki wird die Insel bei der Beschreibung der Geburt der japanischen Inseln (kuniumi) beim Namen Iyo-no-futa-na-no-shima (伊予之二名島) genannt, was nach Hirata Atsutane „Insel der zwei [Provinz-]Paare von Iyo“ meint, so dass mit Iyo – wie auch Tsukushi für Kyūshū – pars pro toto auch ganz Shikoku bezeichnet wurde. Die Provinzen wurden mythologisch als E-hime (愛比売, „liebliche Prinzessin“), Ihi-yori-hiko (飯依比古, „Prinz des guten Rufs [nach Florenz]; Prinz des gut gekochten Reis’ [nach Chamberlain]“), Oho-getsu-hime (大宜都比賣, „Prinzessin der großen Nahrung“) und Take-yori-wake (建依別, „Tapfrer guter Jüngling“) bezeichnet.

## Geografie

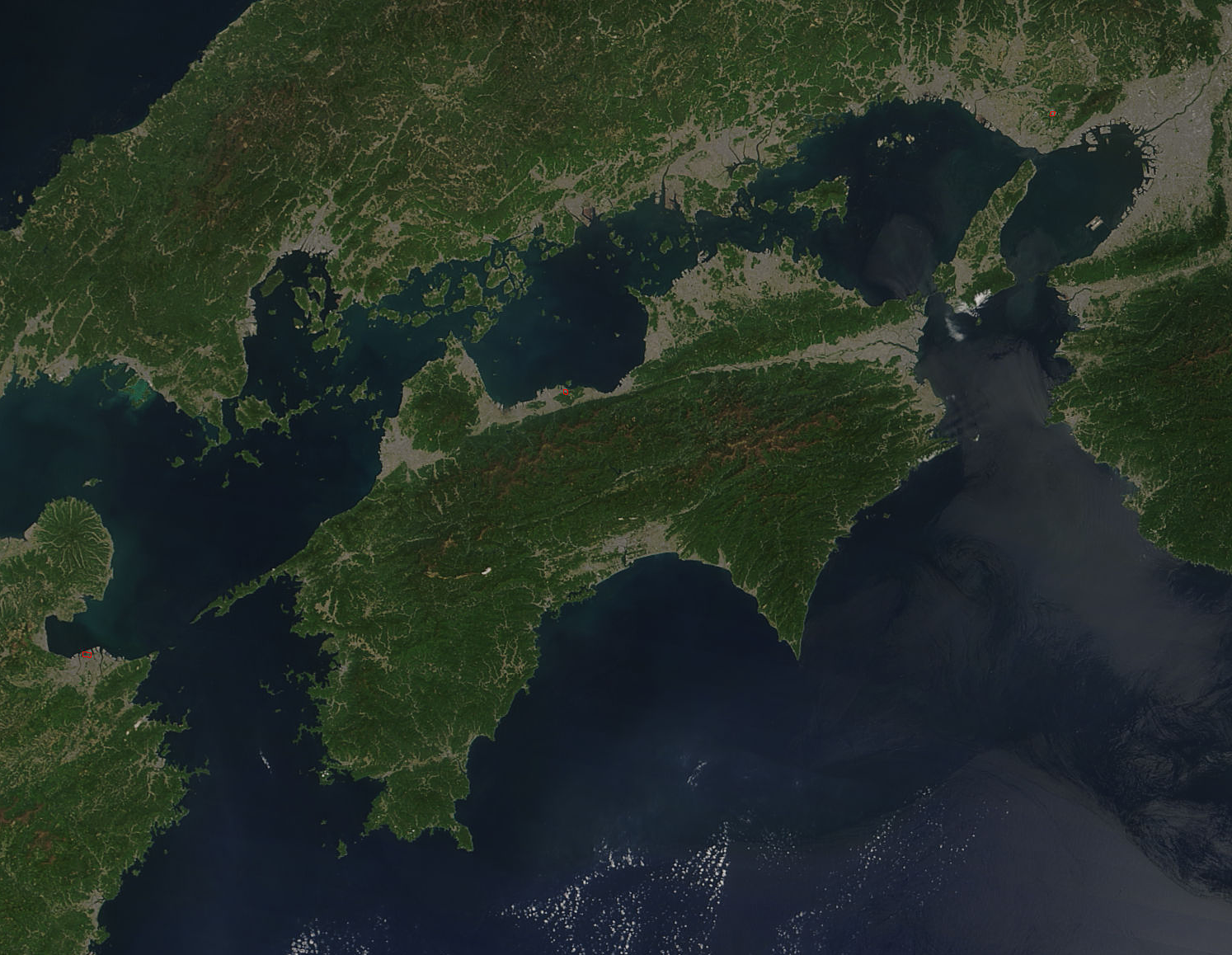
Satellitenbild von Shikoku im April 2018

Die Region Shikoku umfasst neben der Shikoku-Insel 625 kleinere Inseln mit einer Gesamtfläche von 491 km², viele davon in der Seto-Inlandsee. Der östlichste Punkt ist Kap Kamoda-misaki, der südlichste Kap Ashizuri-misaki, der westlichste Kap Sada-misaki und der nördlichste Kap Taikeikannon-misaki. Südlich erstreckt sich die Tosa-Bucht und südöstlich davon liegt das Kap Muroto.
Zur japanischen Hauptinsel Honshū bestehen eine Eisenbahn- und drei Straßenverbindungen über Brücken. Außerdem gibt es Fährverbindungen nach Honshū und Kyūshū.
Die erste Brücke war die Seto-Ohashi-Brücke, eine kombinierte Straßen- und Eisenbahnbrücke südwestlich von Okayama, die 1988 eröffnet wurde. Zuvor war Shikoku sehr isoliert vom restlichen Japan. Die Verbindung durch die Brücke sollte eine bessere wirtschaftliche Entwicklung ermöglichen, die sich aber bis heute nicht eingestellt hat, obwohl zusätzlich 1998 die Kōbe-Awaji-Naruto-Autobahn zwischen Kōbe und Naruto und 1999 die Nishiseto-Autobahn zwischen Onomichi (Präfektur Hiroshima) und Imabari (Präfektur Ehime) fertiggestellt wurde und seither jede der drei Präfekturen an der Seto-Inlandsee eine Straßenverbindung nach Honshū hat. Die wichtigsten Städte in Shikoku sind Takamatsu, Matsuyama, Tokushima und Kōchi, die Hauptstädte der Präfekturen. In jeder Präfektur liegt ein Flughafen, und es gibt Flüge zu größeren Städten, wie beispielsweise Tōkyō oder Ōsaka.
Berge im Osten und Westen der Insel teilen Shikoku in eine schmale nördliche Teilregion an der Seto-Inlandsee und einen südlichen Teil am Pazifischen Ozean. Die meisten der 4,5 Millionen Einwohner leben im Norden, und alle größeren Städte, bis auf Kōchi, befinden sich dort. Der Berg Ishizuchi (石鎚山) in Ehime ist mit 1982 m der höchste Berg auf der Insel. Die größere südliche Gegend von Shikoku ist bergig und dünn besiedelt. Das einzige wesentliche Flachland ist die Schwemmlandebene, auf der sich die Stadt Kōchi befindet.

### Grenzpunkte
Shikoku hat folgende Grenzpunkte:
- Im Norden: 34 Grad 24 Minuten 1 Sekunde (Präfektur Kagawa)
- Im Osten: 134 Grad 45 Minuten 1 Sekunde (Präfektur Tokushima)
- Im Süden: 32 Grad 43 Minuten 17 Sekunden (Präfektur Kōchi)
- Im Westen:  132 Grad 0 Minuten 52 Sekunden (Präfektur Ehime)

### Statistische Übersicht
| ISO-3166-2-Code | Präfektur | Fläche | Fläche      | Inseln 1986 | Bevölkerung 2018 1 | Bevölkerung 2018 1 | Bevölkerung 2015 2 | Bevölkerung 2015 2 | Dichte    | Gemeinden     | Gemeinden       | Landkreise |
| ISO-3166-2-Code | Präfektur | km²    | Anteil in % | Inseln 1986 | Personen           | Anteil in %        | Personen           | Anteil in %        | Einw./km² | krsfr. Städte | Städte & Dörfer | Landkreise |
| --------------- | --------- | ------ | ----------- | ----------- | ------------------ | ------------------ | ------------------ | ------------------ | --------- | ------------- | --------------- | ---------- |
| JP-36           | Tokushima | 4147   | 22,05       | 88          | 755.733            | 19,65              | 736.475            | 19,53              | 178       | 8             | 16              | 8          |
| JP-37           | Kagawa    | 1877   | 9,98        | 112         | 976.263            | 25,39              | 976.263            | 25,89              | 520       | 8             | 9               | 6          |
| JP-38           | Ehime     | 5676   | 30,19       | 270         | 1.385.262          | 36,02              | 1.351.510          | 35,85              | 238       | 11            | 9               | 7          |
| JP-39           | Kōchi     | 7104   | 37,78       | 159         | 728.276            | 18,94              | 705.880            | 18,72              | 99        | 11            | 23              | 6          |
| Shikoku         | Shikoku   | 18.804 | 100,00      |             | 3.845.534          | 100,00             | 3.770.128          | 100,00             | 200       | 38            | 57              | 27         |

1 geschätzte Bevölkerung (Fortschreibung) am 1. Oktober 2018

2 Volkszählung 2015

## Wirtschaft
Die Industrie ist mäßig gut entwickelt und besteht zum Teil aus der Weiterverarbeitung von Erz aus der wichtigen Kupfermine Besshi. Die Papierindustrie hat sich die üppigen Wälder und den Strom aus Wasserkraft zu Nutze gemacht.
Der Boden wird sehr intensiv genutzt. Auf weiten flachen Gegenden vor allem im Osten der Insel wird Reis angepflanzt. In der südlichen Region Shikokus kann er zweimal pro Jahr geerntet werden. Im Winter dient der gleiche Boden zur Anpflanzung von Winterweizen und Gerste. Im ganzen Norden werden verschiedenste Sorten von Früchten angebaut, wie z. B. Zitrusfrüchte wie Sudachi und Mandarinen, Dattelpflaumen (Kaki), Pfirsiche und Weintrauben.
Zudem wird ein großflächiger Anbau von Lotosblumen (Renkon), deren stärkehaltige Wurzeln in der japanischen Küche Verwendung finden, sowie Süßkartoffeln (Satsuma-imo) betrieben. Das milde Klima der Gegend führte zur Spezialisierung auf die Anpflanzung von Gemüse unter Plastikplanen außerhalb der Saison.